# Bitter Eden
Bitter Eden é um romance de Tatamkhulu Afrika, publicado em 2002.
Trata-se de um romance autobiográfico que descreve a vida em campos de prisioneiros durante a Segunda Guerra Mundial. O romance centra-se em três homens que se definem a si próprios como heterossexuais mas que têm que lidar com as emoções e a sexualidade forçadas pela proximidade física de campos de prisioneiros exclusivamente masculinos. Os complexos rituais da vida como prisioneiro, as lealdades e os laços que se criam, a pressão da sobrevivência, o amor e a paixão, dificultados pela necessidade de conciliação com a sua natureza homossexual, são belamente descritos neste romance.